# Певколай
Певколай Сотер Дікайос (*Πευκόλαος ὁ Σωτήρ, ὁ Δίκαιος, д/н — бл. 90 до н. е.) — індо-грецький цар у Гандхарі у 90 роках до н. е.

## Життєпис
Походив з династії Євтидемідів. Про його родичів фактично відсутні відомості, напевне, був нащадком Менандра I. Можливо, його столицею було місто Пушкалаваті, що розташовувалося на схід від сучасного Кабула. Більшість дослідників сходяться на думці стосовно короткочасності володарювання Певколая. Наслідував йому Менандр II.
Збереглося декілька срібних драхм із зображенням цього царя, а на зворотньому боці — Зевса. Відомі також бронзові монети із зображенням богині Артеміди, а на зворотньому боці — Тіхе. Напис переважно давньогрецькою мовою — ΒΑΣΙΛΕΩΣ ΔΙΚΑΙΟY KAI ΣΩΤΗΡΟΣ/ ΠΕΥΚΟΛΑΟΥ.